# John O'Leary (golfer)
John Eudes O'Leary (Dublin, 18 augustus 1949 - 26 maart 2020) was een golfprofessional uit Ierland.
O'Leary werd lid van de Delgany Golf Club toen hij twaalf jaar was. Hij werd de beste amateur van Ierland en won in 1970 het South of Ireland Amateur Open door G A Young op de laatste hole te verslaan.

## Gewonnen
- 1970: South of Ireland Amateur Open[1]

## Professional
O'Leary werd in 1970 professional. Hij verhuisde naar Londen in 1971, en speelde tot 1989 op de Europese Tour. Hij behaalde twee overwinningen. Hij was in 1982 de laatste Ier die het Iers Open won totdat Padraig Harrington in 2007 won.
Zijn topjaar was 1975, waarin hij twee toernooien won en in de Ryder Cup speelde, maar hij verloor al zijn partijen. Hij speelde 17 keer in het Brits PGA kampioenschap, waarbij zijn beste resultaat een 4de plaats was in 1976. Bij het Brits Open, dat hij 12 keer speelde, eindigde hij in 1979 op de 13de plaats.
Hij was daarna manager van de Buckinghamshire Golf Club in  Denham.

### Gewonnen
Europese Tour
- 1976: Greater Manchester Open
- 1982: Carroll's Irish Open

Elders
- 1975: Holiday Inns Championship (Z-Afrika), Sumrie-Bournemouth Better-Ball (met Jack Newton)

### Teams
- World Cup: 1972, 1980, 1982
- Ryder Cup: 1975
- Hennessy Cognac Cup: 1976, 1978, 1982